# Hydrocotyle geraniifolia
Espèce
Hydrocotyle geraniifolia est une espèce de plantes à fleurs de la famille des Araliaceae. Elle est communément dénommée forest pennywort. On la trouve  en Australie. Son habitat est les sols forestiers humides, souvent sur les flancs des collines,.

## Systématique
Le nom correct complet (avec auteur) de ce taxon est Hydrocotyle geraniifolia F.Muell..